# Região Econômica do Leste Siberiano
A Região Econômica do Leste Siberiano (russo: Восточно-Сибирский экономический район, tr.: Vostochno-Sibirski ekonomícheski raión) é uma das doze Regiões Econômicas da Rússia.

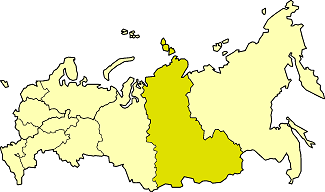
A Rússia e a Região Econômica do Leste Siberiano

## Composição
1. República da Buriácia
2. República da Cacássia
3. República de Tuva
4. Krai de Krasnoiarsk
5. Krai de Zabaykalsky
6. Oblast de Irkutsk

## Geografia
Nesta área de chapadas, montanhas e bacias hidrográficas, as principais cidades são Krasnoyarsk, Irkutsk, Ulan-Ude e Chita, conectadas à ferrovia Transiberiana. Um ramal desta ferrovia conecta Ulan-Ude, capital da República da Buriácia, com Ulan Bator, Mongólia, e Pequim, China.
A Região Econômica do Leste Siberiano ocupa uma superfície de 4.122.800 Km², com uma população de 9.128.000 de habitantes (densidade: 2,2 hab/Km²), dos quais 71% é população urbana.

## Economia
Existem centrais hidroeléctricas em Bratsk, Krasnoyarsk e Irkutsk. Por toda a Região há mineração de carvão, ouro, grafite, minério de ferro, bauxita, zinco e chumbo. Há também criação de gado.